# 比亞拉市鎮 (瓦爾納州)
42°52′N 27°48′E / 42.867°N 27.800°E

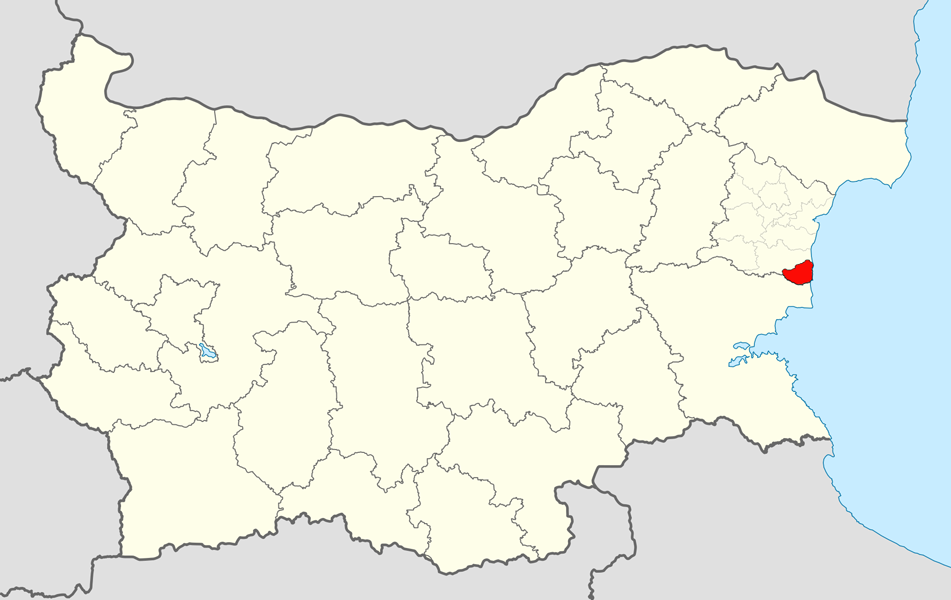

比亞拉市，是保加利亞的城鎮，位於該國東北部，由瓦爾納州負責管轄，首府設於比亞拉，面積162平方公里，2009年人口3,729，人口密度每平方公里23.02人。